# Новинка (станция)
Новинка — железнодорожная станция Санкт-Петербург-Витебского отделения Октябрьской железной дороги, расположенная на участке Санкт-Петербург — Оредеж между платформами 90 км и 80 км.
На станции 5 путей, одна островная высокая платформа, рассчитанная на 10 вагонов электропоезда. В 2020 году был произведён капитальный ремонт платформы (полностью заменены плиты и поддерживающие основания). Двухпутный участок из Санкт-Петербурга переходит в однопутный до Витебска.
В октябре 1987 года через станцию прошла электрификация постоянным током (напряжение 3,3 кВ) однопутного участка от ст. Вырица до ныне несуществующей платформы 102 км, а в 1988-м контактная сеть была протянута до ст. Чолово. С этого момента были пущены прямые электропоезда Ленинград-Витебский — Чолово.
В 1991 году со стороны ст. Вырица был пристроен и электрифицирован второй главный путь с целью увеличения пропускной способности, и вместе с тем была закрыта и демонтирована ст. Слудицы в связи с отпавшей необходимостью раздельного пункта между станциями Вырица и Новинка. Таким образом участок от Вырицы до Новинки стал единым перегоном.
На станции останавливаются все проходящие через неё электропоезда.
25 октября (7 ноября) 1917 г. на ст. Новинка 3-й самокатный батальон, вызванный с фронта Временным правительством для подавления восстания в Петрограде, был встречен Серго Орджоникидзе и сагитирован в поддержку советской власти.